# Anarquismo y lucha de clases
Anarquismo y lucha de clases, en el original en inglés The floodgates of Anarchy, es un libro de Albert Meltzer y Stuart Christie, editado en castellano por la Editorial Proyección, de Buenos Aires en noviembre de 1971. La traducción fue realizada por Eduardo Prieto. La edición inglesa fue publicada por Kahn & Averill, en Londres, Inglaterra.

## Contenido
- Prefacio
- La lucha de clases y la libertad
- El camino a Utopía
- El movimiento laboral
- La protesta social y una nueva clase
- ¿Existen las clases?
- Recompensas y fantasías
- Las orientaciones partidarias y la política
- Las reformas y la revolución
- Sectarismo y unidad
- ¿Un choque de generaciones?
- Violencia y terrorismo
- ¿Es posible una sociedad libre?
- Anexo Biográfico